# 洛伦佐·查尔斯
洛伦佐·埃米尔·查尔斯（英語：Lorenzo Emile Charles，1963年11月25日—2011年6月27日），美国NBA联盟前职业篮球运动员。他在1985年的NBA选秀中第2轮第17顺位被亚特兰大老鹰选中。